# بعد عشرين عاما
بعد عشرين عاما (بالفرنسية: Vingt ans après)‏ هي رواية بقلم ألكسندر دوما، نشرت أولا بشكل مسلسل خلال الفترة من يناير إلى أغسطس 1845. ويقع الكتاب ضمن حكايات دارتانيان، وهي تتمة لرواية الفرسان الثلاثة وتسبق رواية فيكونت دي براجيلون (التي تحتوي قصة فرعية هي الرجل ذو القناع الحديدي).
تتبع الرواية الأحداث في فرنسا خلال ثورة الفروند، في عهد طفولة الملك لويس الرابع عشر، وفي إنجلترا بالقرب من نهاية الحرب الأهلية الإنجليزية، وصولا إلى انتصار أوليفر كرومويل وإعدام الملك تشارلز الأول. يظهر دوماس، من خلال كلمات الشخصيات الرئيسية، لا سيما آتوس، أنه يقف بجانب النظام الملكي بشكل عام، أو أن النص في أحيان كثيرة يشيد بفكرة الملك الخير. ويظهر الفرسان بأنهم شجعان وعادلون في ويسعون لحماية لويس الرابع عشر وتشارلز الأول من مهاجميهم.